# 合溪乡
合溪乡，是中华人民共和国福建省龙岩市永定区下辖的一个乡镇级行政单位。

## 行政区划
合溪乡下辖以下地区：
王社村、采地村、藕丝村、天丰村、武北村、溪南村、袍山村、洪教村、合调村、上调吴村、下调吴村、汤湖村和马子凹村。